# Borlești
Borlești è un comune della Romania di 9 509 abitanti, ubicato nel distretto di Neamț, nella regione storica della Moldavia. 
Il comune è formato dall'unione di 5 villaggi: Borlești, Nechit, Mastacăn, Ruseni, Șovoaia.
Anche questo paese, come altri della zona, ha risentito del flusso migratorio verso l'Occidente a causa della forte disoccupazione. L'età media, a causa di ciò, si è fortemente innalzata e mentre i pensionati residenti si godono una tranquilla vecchiaia, i pochi giovani rimasti si arrangiano con lavoretti occasionali o aprendo locali e/o piccole imprese edili.
Borlesti come tutta la contea Neamt vanta la presenza di numerose chiese ortodosse, tutte molto belle costruite con la classica architettura tipica del posto.